# Фогельведер (герб)
Фогельве́дер (лат. Fogelveder) — древний шляхтинский и дворянский герб периодов существования Великого княжества Литовского (ВКЛ) и Речи Посполитой, Польского королевства и Царства Польского Российской империи, ранее упоминаемый в качестве утверждённого дворянского герба от курфюрста, короля и императора Сигизмунда I Люксембурга 1430 года.

## Описание герба
Существовало несколько вариантов данного герба, из которых сохранились три версии:
- Фогельведер (лат. Fogelveder) — в лазуревом поле червлёная перевязь справа с четырьмя шестиконечными золотыми звёздами. Нашлемник: средневековый сокольничий с четырьмя золотыми шестиконечными звёздами на червлённой ленте с правого плеча, держащий в левой руке обращенного вправо сокола[1].
- Фогельведер I (лат. Fogelveder I) — в серебряном поле на синей перевязе справа четыре золотые звезды. Нашлемник: средневековый юноша с четырьмя шестиконечными золотыми звёздами на голубой ленте, держащий в левой руке сокола[4].
- Фогельведер II (лат. Fogelveder II) — как и Фогельведер I, но юноша нашлемника не имеет видимых по сторонам тела рук[5].

## Документальные свидетельства
По самым ранним письменным упоминаниям, данный герб дарован варшавскому архидьякону, канонику Познани, Вильнюса и Плоцка, королевскому секретарю Станиславу Фогельведеру 15 апреля 1589 года. Ранее семья магнатов Фогельведеров могла получить этот герб от Сигизмунда Люксембургского в 1430 году, что указывает на признание иностранного дворянства (лат. indigenatio). По данным польского историка и геральдиста Юзефа Шиманского (пол. Józef Szymański), семья Фогельведеров должна была быть одной из известных краковских буржуазных семей.
Польский историк, геральдист, юрист, католический деятель и коллекционер — граф Юлиуш Кароль Островский (пол. Juliusz Karol Ignacy Stanisław Kostka Ostrowski) утверждает, что — герб принадлежал немецкой семье, поселившейся в Пруссии в XV веке. Он также приводит информацию о том, что многие выходцы из Пруссии брали фамилии по родовым именованиям имений. В то же время Островский и сомневается в подобной информации, опираясь на утверждения немецких источников, которые сообщают, что у рассматриваемых семей первоначально была лишь одна звезда на гербе. Кроме того, Островский даёт вариант герба Фогельведер II (лат. Fogelveder II) для семьи Боскамп-Байерских (пол. Boskamp-Bajerski) из Галиции.

## Владельцы герба
Байерский (пол. Bajerski), Фогельведер (лат. Fogelweder) — Фогельвандер (лат. Fogelvander) — Фогельведер (лат. Fogelveder) — Фогельфедер (лат. Fogelfeder), Сумовский (пол. Sumowski), Шумовский (пол. Szumowski).